# RoboCop: Alpha Commando
RoboCop: Alpha Commando ist eine kanadisch-US-amerikanische Zeichentrickserie aus den Jahren 1998/1999. Sie umfasst 40 Folgen und ist die zweite Zeichentrickserie um die Figur RoboCop.
Die Serie wurde bei Sinclair und Fox Kids in den Vereinigten Staaten im Jahr 1998–1999 ausgestrahlt. In Deutschland, wurde die Serie das erste Mal von 1999 bis 2000 auf ProSieben gezeigt.

## Handlung
In New Detroit in naher Zukunft, dem Jahr 2030, wird nach fünf Jahren Stillstand der RoboCop wieder aktiviert um zusammen mit der Alpha Division gegen verschiedene böse Mächte zu kämpfen, die die Menschen bedrohen. An der Seite von RoboCop steht die Special-Agentin Nancy Miner. RoboCop selbst hat eine Vielzahl von neuartigen Hilfsmitteln in seiner Ausrüstung zur Verfügung, die ihn bei seinen halsbrecherischen Aktivitäten unterstützen.

## Veröffentlichung
Die 40 Folgen wurden in eine Staffel ausgestrahlt. Die Erstausstrahlung in den USA fand ab dem 7. September 1998 bei KidsClick, einem Programmfenster der Sinclair Broadcast Group und Fox Kids statt. Die deutsche Erstausstrahlung fand vom 10. Oktober 1999 bis 22. Juli 2000 bei ProSieben statt, Wiederholungen folgten auf Kabel eins (2005–2007).
Es gab eine Veröffentlichung weniger Folgen auf VHS-Kassette. 2007 wurden alle 40 Folgen auf DVD in den Vereinigten Staaten veröffentlicht.

## Synchronisation
| Rolle                  | Englischer Sprecher |
| ---------------------- | ------------------- |
| RoboCop                | David Sobolov       |
| Agent Nancy Miner      | Akiko Morison       |
| Dr. Cornelius Neumeier | Dean Haglund        |
| Sgt. Reed              | Blu Mankuma         |
| Alpha Prime            | Campbell Lane       |
| Mr. Brink              | Jim Byrnes          |